# Víctor Pecci
Víctor Pecci (* 15. října 1955 Asunción) je bývalý paraguayský profesionální tenista, specialista na antukové dvorce.
V roce 1973 vyhrál juniorku na French Open, v Paříži také hrál svoje jediné grandslamové finále, když v roce 1979 podlehl Björnu Borgovi. Do finále postoupil také na dalším významném antukovém turnaji Rome Masters 1981. Celkově vyhrál v kariéře deset turnajů ATP ve dvouhře a dvanáct ve čtyřhře. Byl také oporou daviscupové reprezentace, které pomohl čtyřikrát do čtvrtfinále Světové skupiny (1983, 1984, 1985 a 1987), když vyhrál celkově 17 ze 27 zápasů ve dvouhře a 11 z 18 zápasů ve čtyřhře. V roce 1983 díky jeho dvěma bodům Paraguayci nečekaně vyřadili Československo s Ivanem Lendlem a Tomášem Šmídem. Po ukončení kariéry působil Pecci jako nehrající kapitán daviscupového týmu.
V roce 1979 se stal držitelem Ceny ATP pro hráče s nejlepším zlepšením.

## Turnajová vítězství
- 1976: Madrid, Berlín
- 1978: Bogota
- 1979: Open de Nice Côte d’Azur, Ecuador Open Quito, Bogota
- 1980: Santiago de Chile
- 1981: Viña del Mar, Bournemouth
- 1983: Viña del Mar